# Jiménez (Guanajuato)
La comunidad de Jiménez, también llamada Ranchito de Jiménez está situada en el municipio de Jerécuaro, Guanajuato. En esta comunidad hay 511 habitantes (222 hombres y 289 mujeres).

## Características.
Esta comunidad como algunas tiene la característica de estar en dos municipios a la vez, la comunidad de Jiménez está dividida, una parte pertenece a Apaseo el Alto, GTO y la otra parte pertenece al municipio de Jerécuaro, GTO.

## Historia
La comunidad de Jiménez fue fundada aproximadamente en el año 1888. Se dice aproximadamente ya que no se cuenta con un documento que lo avale. Esto solo es dicho sobre la base de las palabras de las personas ancianas de la comunidad siendo ellos la única referencia de esto.
Cabe destacar que en dicha fecha se fundó la comunidad perteneciente ahora al municipio de Apaseo el Alto, ya que en aquel entonces pertenecía al municipio de Apaseo el Grande. Años más tarde la comunidad se extendió llegando al territorio del municipio Jerécuaro, y así fue como la comunidad tiene dos cabeceras municipales.

## Actualmente
Actualmente la comunidad de Jiménez esta en crecimiento hablando de obras, se está construyendo la carretera principal que conecta a la comunidad con la carretera Jerécuaro-Apaseo el Alto. además la capilla esta en etapa de ampliación esto para beneficiar a la misma comunidad.